# Artemisia (plant)
Artemisia is een geslacht uit de composietenfamilie (Asteraceae).

## Soorten
Diverse soorten komen in Nederland en België voor:
- Absintalsem - A. absinthium
- A. ludoviciana (adventief uit Noord-Amerika)
- Bijvoet - A. vulgaris (komt veel voor, langs wegbermen en op ruige plaatsen)
- Duinaveruit - A. campestris subsp. maritima (groeit in schorren en kwelders)
- Rechte alsem - A. biennis
- Wilde averuit - A. campestris subsp. campestris (langs rivierdalen en in de duinen)
- Zeealsem - A. maritima
- Witte alsem - A. alba (synoniem: A. camphorata), een zuidelijke soort vindt men op de kalkrotsen van de Fonds de Leffe (Zuid-België)
- Wijde alsem, Koreaanse bijvoet (ssuk), Japanse bijvoet (yomogi) - A. princeps (oorspronkelijk afkomstig uit Japan, China en Korea, maar sinds 2000 waargenomen in België en Nederland)[1][2][3][4]

Wereldwijd komen verder nog meer dan honderd soorten voor, waaronder:
- A. laciniata
- A. oelandica
- A. norvegica Fr. — Noorse bijvoet
- A. indica Willd. — Oosterse bijvoet

Daarnaast worden citroenkruid  (A. abrotanum) en dragon (A. dracunculus) gekweekt.
... · 
A. abrotanum (Citroenkruid) · 
A. absinthium (Absintalsem) · 
A. alba (Witte alsem) · 
A. annua (Zomeralsem) · 
A. biennis (Rechte alsem) · 
A. campestris · 
A. campestris subsp. campestris (Wilde averuit) · 
A. campestris subsp. maritima (Duinaveruit) · 
A. dracunculus (Dragon) · 
A. maritima (Zeealsem) · 
A. norvegica · 
A. oelandica · 
A. vulgaris (Bijvoet) · 
...